# 松本惟子
松本 惟子（まつもと ゆいこ、1936年10月1日 - ）は、日本の政治家、元民主党衆議院議員(1期)。戸籍名は村上 惟子。

## 来歴
福岡県行橋市出身。1955年京都高等学校卒。同年安川電機に入社。同社労組の中央執行委員を務めた。1979年から電機労連の青年･婦人対策専門部長に就任。1987年に発足した連合の副事務局長に就任し、同時に婦人部門を担当した。翌1988年に女性局長を兼務。1996年10月に行われた第41回総選挙において民主党の比例九州ブロック単独候補として立候補、当選した。2000年の第42回総選挙では、福岡県第5区から民主党候補として立候補したが、落選した。

## 政策
- 選択的夫婦別姓制度導入に賛同。「女性、特に働く女性にとって必要」と述べる。